# Нитрид серы
Нитри́д се́ры — бинарное неорганическое соединение
серы и азота
с формулой SN, серный аналог оксида азота (II) NO. В космосе это соединение впервые было обнаружено в гигантском молекулярном облаке Sgr B2. Впоследствии его находили в холодных тёмных облаках и в комах комет.

## Получение
Нитрид серы можно получить электрическими разрядами в смесях соединений азота и серы, а также реакцией азота с парами серы.

## Родственные соединения
Тритиазилтрихлорид (SNCl)₃

## Физические свойства
Нитрид серы образует кристаллы тетрагональной сингонии, пространственная группа P 4/nmm, параметры ячейки a = 0,601 нм, c = 0,401 нм, Z = 2
.